# Frihetsalliansen
Frihetsalliansen, officiellt Förenade folkets frihetsallians (singalesiska: එක්සත් ජනතා නිදහස් සන්ධානය; tamil: ஐக்கிய மக்கள் சுதந்திரக் கூட்டணி), ibland förkortat UPFA av dess engelska namn, är en valallians på Sri Lanka. Det ledande medlemspartiet är det nationalistiska Sri Lankas frihetsparti.

## Historia
Frihetsalliansen fick 45,6 procent av rösterna i parlamentsvalet 2004, och vann därmed 105 av 225 platser i parlamentet. Efter valet ingick alliansen en regeringskoalition med marxistiska Janatha Vimukthi Peramuna (JVP) som dock sprack redan i april 2005.
I presidentvalet 2005 vann alliansens kandidat Mahinda Rajapaksa med 50,29 % av rösterna. Denne förde en tuff krigspolitik och bröt år 2008 vapenvilan med den separatistiska gerillan Tamilska befrielsetigrarna som år 2009 besegrades. Därmed tog det långvariga inbördeskriget i Sri Lanka slut och president Rajapaksa lovade den tamilska minoritetsbefolkningen ökad demokrati. Den svidande förlusten för Frihetsalliansen i den tamildominerade kommunen Vavuniya den 8 juli visade dock att många tamiler fortsatt tvivlar på Rajapaksa och hans allians löften.

## Medlemspartier
- All Ceylon Muslim Congress
- Ceylon Workers' Congress
- Sri Lankas kommunistiska parti
- Desha Vimukthi Janatha Pakshaya
- Eelam People's Democratic Party
- Eelavar Democratic Front
- Jathika Hela Urumaya
- Lanka Sama Samaja Party
- Sri Lankas liberala parti
- Mahajana Eksath Peramuna
- National Freedom Front
- Sinhalaye Mahasammatha Bhoomiputra Pakshaya
- Sri Lankas frihetsparti
- Sri Lanka Mahajana Pakshaya
- Sri Lanka Muslim Congress
- Tamil Makkal Viduthalai Pulikal
- Up-Country People's Front
- Sri-TELO (Pararajasingham Uthayarasa)